# Рольф Максиміліан Зіверт
Рольф Максиміліан Зіверт (нім. Rolf Maximilian Sievert; *6 травня 1896, Стокгольм — †3 жовтня 1966, Стокгольм) — шведський радіофізик, який вивчав вплив радіаційного випромінювання на біологічні організми, один з родоначальників науки радіобіології.
У 1979 році на честь Рольфа Зіверта названа одиниця вимірювання SI ефективної та еквівалентної доз іонізаційного випромінювання — зіверт (Зв, Sv).
Також у цей час ім'ям зіверт неофіційно називають Медаль радіаційного захисту (медаль зіверт), яку присуджує Шведська королівська академія наук з 1962 року за його ініціативою. На відміну від відомішої нагороди Шведської академії — Нобелівської премії — лауреатів «медалі зіверт» вкрай мало — лише 10 осіб станом на 2003 рік.